# 비프 태넌
비프 태넌(영어: Biff Tannen)은 《백 투 더 퓨처 삼부작》에 등장하는 인물이다. 시리즈 중 처음 2개 영화에서 주인공이었으며 3번째 영화에서는 사소한 비주류로 등장한다.
이 인물은 공격적인, 괴롭히는 사람으로 묘사되며 다른 사람들에 겁을 줌으로써 자신이 원하는 것을 쟁취한다.